# Typhon Utor
Le typhon Utor, connu aux Philippines sous le nom de typhon Labuyo, est la quinzième cyclone tropical, le second typhon et le premier super typhon de la saison cyclonique 2013 dans l'océan Pacifique nord-ouest. Ce puissant cyclone tropical, équivalent à la catégorie 4 dans l'échelle de Saffir-Simpson, a frappé les Philippines et le sud de la Chine. De tempête tropicale le 9 août, Utor a rapidement subi une intensification explosive et est devenu un typhon en une demi-journée. Après avoir touché terre sur Luzon tard le 11 août, le typhon est réapparu dans la mer de Chine méridionale et il a finalement touché terre pour la deuxième fois sur le Guangdong, en Chine , le 14 août.
Au total, Utor a causé 97 décès et touchés sont élevées à environ 2,5 millions de personnes. Le typhon a dépassé 3,55 milliards US en dommages de 2013 (
3.9 milliards $US maintenant). Le Comité des typhons de l'Organisation météorologique mondiale (OMM) a retiré le nom Utor des listes de noms futures à cause de ses effets.

## Évolution météorologique
Le 8 août, une perturbation tropicale se forme au nord des Palaos. L'Agence météorologique du Japon (AMJ) et le Joint Typhoon Warning Center (JTWC) surveillent le système pour le catégoriser par la suite en dépression tropicale,,. Plus tard, l'AMJ et le JTWC classent le système comme tempête tropicale, la première agence lui attribuant le nom « Utor ».
Le 11 août, sous l'influence d'un faible cisaillement vertical du vent, du fait notamment que la température de la mer soit élevée, Utor s'intensifie davantage et forme un œil clair. À 12 h 0 UTC, le typhon Utor atteint son pic d'intensité avec des vents maximums sur dix minutes atteignant les 105 nœuds (195 km/h et une pression atmosphérique diminuant à 925 hPa. Le JTWC classe Utor sous la catégorie de super typhon à la suite d'interactions avec Luzon. Le 12 août, Utor quitte les Philippines et atteint la mer de Chine méridionale sous sa catégorie 2, après son affaiblissement sur les régions montagneuses aux Philippines. Cependant, les conditions favorables au développement du système persistent, et Utor se renforce en typhon de catégorie 3 quelques heures seulement après son retour sur mer. Après s'être éloigné des Philippines, le cisaillement du vent augmente et les températures de la mer chutent, ce qui ralentit un peu l'intensification d’Utor. Le système se dirige lentement au nord-ouest,.
La province d'Aurora subit le plus de dégâts liés au typhon, notamment la ville côtière de Casiguran. La capitale Manille a reçu de fortes pluies, mais aucun dégât important n'a été signalé. On[Qui ?] croyait que 80 % de l'infrastructure pourrait être détruite à Casiguran, ce qui représente environ 2 000 foyers. Au total, plus de 12 000 maisons ont été endommagées. Le 14 août, Utor s'affaiblit et devient typhon de catégorie 2 avec des vents à plus de 170 kilomètres par heure en raison de l'interaction avec la terre et des conditions défavorables. Le système se déplaçait lentement vers le sud de la Chine. Le 14 août à 15 h heure locale, Utor a touché les terres en Chine dans la province du Guangdong comme un système de catégorie 1 avec des vents maximum de 145 km/h, où il s'affaiblit rapidement. Cent cinquante-huit mille habitants ont été évacués dans le Sud de la Chine. Hong Kong a été frappée par des vents allant jusqu'à 85 kilomètres par heure tandis que son voisins Macao a été touché par des rafales de 70 km/h. Un décès est signalé en Chine. Des centaines de vols ont été annulés et d'autres ont été retardés. Un cargo de 190 mètres de long a coulé au large des côtes de Hong Kong en raison de vagues atteignant jusqu'à 15 mètres de haut. L'équipage a abandonné le navire et a été sauvé par les secouristes. Le 15 août, après qu’Utor a touché les terres en Chine, le JMA a publié la dernière mise à jour sur le système, à 12:45 UTC, quand il s'est affaibli en dessous de la force d'un typhon. Les restes de Utor ont continué à voyager lentement en direction du nord.

## Dégâts
Aux Philippines, 11 personnes ont été tuées tandis que quatre autres ont été portées disparues. Au total, 407 493 personnes ont été touchées par le typhon, dont environ un tiers ont été déplacées de leurs foyers. Des dommages importants aux infrastructures ont eu lieu avec 2 592 maisons détruites et 21 197 autres endommagées. Les pertes se sont élevées à 1,58 milliard de ₱ (36,4 millions $US), la majorité résultant de dommages agricoles.
En Chine, 86 personnes ont été tuées tandis que les dommages totaux s'élevaient à 3,51 milliards $US de 2013.

## Retrait
Au cours de sa session annuelle de 2014, le Comité des typhons de l'Organisation météorologique mondiale (OMM) a annoncé que le nom Utor serait retiré des listes de dénomination future à cause de ses effets. Le nom Barijat a été choisi pour le remplacer et a été utilisé pour la première fois lors de la saison 2018. PAGASA a annoncé que le nom Labuyo serait aussi retiré de ses listes de noms et a choisi le nom Lannie pour le remplacer pour la saison 2017.